# Valeska
Valeska prenume feminin (latină Valeria - „Cea sănătoasă” sau „Cea tare”, varianta masculină  Valerius, Ladislaus), în limba poloneză Valeska - Valeria.

## Variante
Waleska, Valezka și Valesca

## Numele onomastic
- 4 mai; 20 mai

## Personalități
- Valeska Gert, dansatoare germană
- Valeska Grisebach, regizoare germană